# Carnaval des Ours

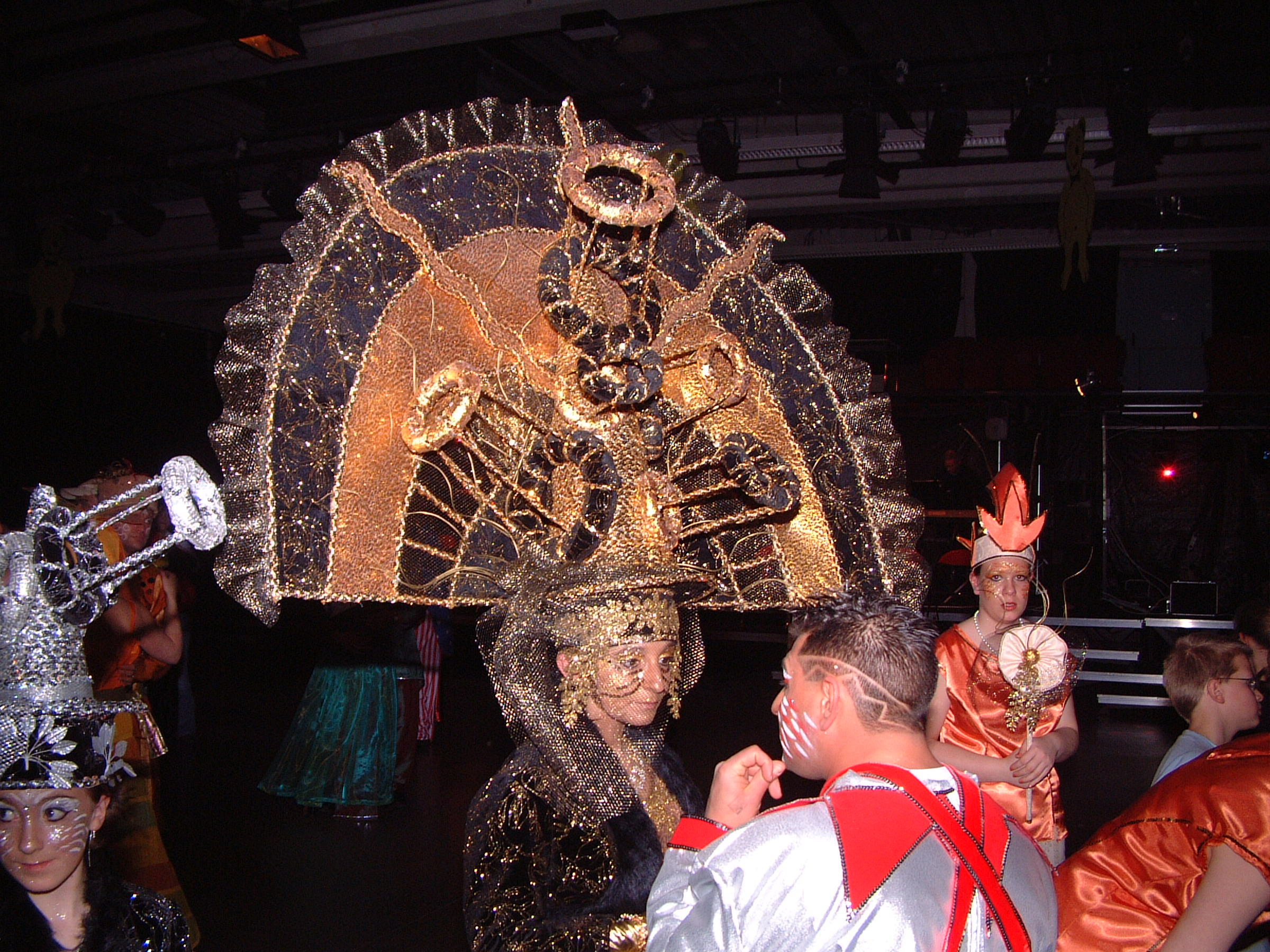
La reine du Carnaval des Ours

Le Carnaval des Ours ou  Carnaval d'Andenne a lieu chaque année lors de la fête du Lætare, le 4e dimanche du Carême. 
Il se déroule à Andenne, localité belge située en province de Namur au bord de la Meuse entre Huy et Namur.

## Origine
La région d'Andenne compte de nombreuses grottes. Dans l'une d'elles, on a découvert des crânes d'ours remontant à plus de 100 000 ans.
En réalité, l'origine de l'ours dans le patrimoine andennais remonterait plutôt aux alentours de l'an 700. À cette époque, le jeune Charles Martel (âgé de 9 ans) qui habitait à Andenne (et y serait peut-être né) aurait tué un ours qui terrorisait la ville. Une inscription sur la fontaine de l'Ours située rue d'Horseilles relate l'événement. Ce fait divers (ou cette légende) serait à l'origine de la présence de l'ours dans le patrimoine et le folklore andennais.
La ville d'Andenne compte plusieurs sculptures représentant cet animal.

## Présentation
Ce carnaval est un des plus récents en Wallonie. En effet, il existe seulement depuis 1955. 
Le grand cortège carnavalesque des Ours se compose, entre autres, de plus de 500 participants costumés en ours, des géants Charles Martel, Fonzi et Martin II, de groupes de majorettes, de nombreuses harmonies régionales et internationales et de plus de trente chars. Trois tonnes de confetti et de cotillons, deux tonnes de bonbons et de nombreux gadgets sont distribués sur les 3500 m du parcours à travers le centre d'Andenne. 
Les Ours d'Andenne portent un costume ample et brun à capuche. La figure reste visible. Les sourcils, le nez et le pourtour de la bouche sont maquillés en noir. Pendant le carnaval, la cage des demoiselles est utilisée. Des jeunes filles y sont provisoirement enfermées.
Chaque année, un roi et une reine du carnaval sont désignés à la suite d'un concours (l'élection du Roi et de la Reine ainsi que du Prince et de la Princesse a lieu 15 jours avant le Carnaval). Leurs costumes assez exubérants font quelquefois penser à ceux du carnaval de Venise. Ils jettent dans la foule de petits oursons porte-bonheur depuis le balcon de l'hôtel de ville. 
Le carnaval est organisé par l'ASBL Carnaval des Ours d'Andenne.

## Déroulement
- 14H30 : début du grand cortège carnavalesque des Ours
- 17H : rondeau des sociétés
- 18H : depuis le balcon de l'hôtel de ville, jet des oursons porte-bonheur millésimés
- 18H30 : remise de diplômes et oursons aux nouveaux membres de la guilde